# Berotingis
Berotingis is een geslacht van wantsen uit de familie van de Tingidae (Netwantsen). Het geslacht werd voor het eerst wetenschappelijk beschreven door Carl John Drake in 1956.

## Soorten
Het genus bevat de volgende soorten:

- Berotingis guamensis (Drake, 1941)
- Berotingis rugiana Drake, 1956
- Berotingis yapensis (Drake, 1946)